# نیکولو جیتو
نیکولو جیتو (ایتالیایی: Niccolò Gitto؛ زادهٔ ۱۲ اکتبر ۱۹۸۶) بازیکن واترپلو اهل ایتالیا است.
وی در مسابقات کشوری و بین‌المللی در مجموع برندهٔ ۱ مدال طلا، ۱ مدال نقره، ۱ مدال برنز شده‌است.